# 高須愛子
高須 愛子（たかす あいこ、1952年9月30日 - ）は、大阪府豊中市出身の日本の女子プロゴルファー。

## 経歴
兵庫県・夙川学院高等学校卒業。ゴルフは19歳から始めた。
1974年5月、プロテスト合格。同年12月に日本女子プロゴルフ協会入会。1978年までは獲得賞金100万円に達した年はなかった。
1979年、「北陸クイーンズ」で初のトップ10となる10位タイ。126万円余を獲得し年間賞金ランキング33位。
1980年、「日本女子プロゴルフ選手権大会」での9位タイが最高位。172万円余を獲得し年間賞金ランク27位。
1981年、「シンコークラシック」での8位タイが最高位。209万円余を獲得し年間賞金ランク35位。
1982年、「山陽クイーンズ」では通算1アンダー。優勝した涂阿玉に1打及ばず永田富佐子と並ぶ２位タイに終わった。209万円余を獲得し年間賞金ランク40位。
1983年、「広島女子オープン」での5位タイが最高位。416万円余を獲得し年間賞金ランク38位。
1984年、「大王製紙エリエール女子オープン」での3位タイが最高位。1,263万円余を獲得し年間賞金ランク24位。
1985年、「那須小川レディス」での6位タイが最高位。1,053万円余を獲得し年間賞金ランク30位。
1986年、「ミズノオープン」で通算5アンダー、2位の鈴木志保美、パティ・リゾに2打差をつけて初優勝。2,137万円余を獲得し年間賞金ランク16位。
1987年、「大王製紙エリエール女子オープン」などの3位タイが最高位。1,697万円余を獲得し年間賞金ランク20位。
1988年、「東洋水産レディス北海道」では通算12アンダー、2位・塩谷育代に4打差をつけて優勝。「スタンレーレディス」では吉川なよ子とのプレーオフに敗れ2位。「ミヤギテレビ杯女子オープン」では通算1アンダー、２位・高村博美と呉明月に３打差をつけて初の年間複数回優勝。「富士通レディース」では通算6アンダーでK・コクリルと並び、プレーオフを制して年間3勝目。4,754万円余を獲得し年間賞金ランク3位。
1989年、「東都自動車レディース」では通算2アンダー、浜田光子に1打差をつけて優勝。「宝インビテーショナル」では岡本綾子に1打差で優勝。4,480万円余を獲得し年間賞金ランク4位。
1990年、「ダイキンオーキッドレディス」、「マルコーレディス」、「ヤマハカップレディスオープン」と開幕戦から6戦目までで3勝した。これは2022年に西郷真央が5戦3勝を挙げるまで最速記録だった。年間最終戦となる「明治乳業カップ」で2位・高村博美に1打差で公式戦初優勝。5,689万円余を獲得し、年間賞金ランク2位。金額・ランクとも自己最高記録。
1991年、「徳島月の宮レディス」で涂に2打差で優勝。東都自動車レディースでは涂、黄璧洵、太田育恵と4人でのプレーオフになり、涂に敗れた。東洋水産レディス北海道では3年ぶりに優勝。日本女子プロゴルフ選手権大会では大迫たつ子に4打及ばず2位。4.931万円余を獲得し、年間賞金ランク4位。
1992年、「カトキチクイーンズ広島女子オープン」などの3位タイが最高位。2,876万円余を獲得し、年間賞金ランク21位。
1993年、「ヨネックスレディース」で涂とのプレーオフを制し優勝。ヤクルトレディースでは2位の日蔭温子、平瀬真由美に3打差で優勝。4,472万円余を獲得し、年間賞金ランク7位。
1994年、「リゾートトラスト・クリナップレディス」などの5位タイが最高位。1,534万円余を獲得し、年間賞金ランク37位。
1995年、「五洋建設レディース」ではマグワイヤとのプレーオフに敗れ2位。2,244万円余を獲得し、年間賞金ランク26位。
1996年、富士通レディースの3位タイが最高位。1,789万円余を獲得し、年間賞金ランク35位。
1997年、「ミズノレディース」では、2位・井上陽子に１打差で優勝。富士通レディースでは2位・小林浩美に2打差をつけて優勝した。3,313万円余を獲得し、年間賞金ランク13位。
1998年、ヤクルトレディースでは通算3アンダーで並んだ山田かよ、村口史子との三つ巴のプレーオフを制した。2,947万円余を獲得し、年間賞金ランク19位。46歳でシード獲得という年長記録は歴代10位 (2023年5月時点) 。
1999年以降はシード権を獲得できず。